# 종합어
종합어(綜合語, 영어: synthetic language)는 언어유형학의 언어의 분류에서 단어가 여러 형태소로 구성된 언어를 의미한다.

## 합성 언어의 종류

### 소종합어
소종합어(oligosynthetic language) 또는 소합성어는 벤자민 워프가 만든 이론적 개념이다. 이러한 언어는 기능적으로 합성적이지만 매우 제한된 형태소 배열(아마도 수백 개에 불과)을 사용한다. 올리고합성 언어 유형의 개념은 워프가 아메리카 원주민 언어인 나와틀어를 설명하기 위해 제안했지만 그는 이 아이디어를 더 발전시키지 않았다. 자연어는 이 과정을 사용하지 않지만 Ygyde 및 aUI와 같은 국제보조어, 즉 인공 언어의 세계에서 사용되었다.

## 같이 보기
- 의존형태소
- 고립어 (언어유형론)
- 언어유형론
- 형태론
- 소당류(oligosaccharide)
- 언어 순환 진화 가설